# Сеттімо-Віттоне
Сеттімо-Віттоне (італ. Settimo Vittone, п'єм. Ël Seto Viton) — муніципалітет в Італії, у регіоні П'ємонт,  метрополійне місто Турин.
Сеттімо-Віттоне розташоване на відстані близько 560 км на північний захід від Рима, 55 км на північ від Турина.
Населення — 1564 особи (2014).
Щорічний фестиваль відбувається 30 листопада. Покровитель — Андрій Первозваний.

## Демографія
Населення за роками:

Станом на 1 січня 2023 року в муніципалітеті офіційно проживало 80 іноземців з 23 країн, серед них 30 громадян країн Євросоюзу.

## Сусідні муніципалітети
- Андрате
- Боргофранко-д'Івреа
- Карема
- Донато
- Гралья
- Лілліанес
- Номальйо
- Куассоло
- Куїнчинетто
- Таваньяско